# 柳沢淇園

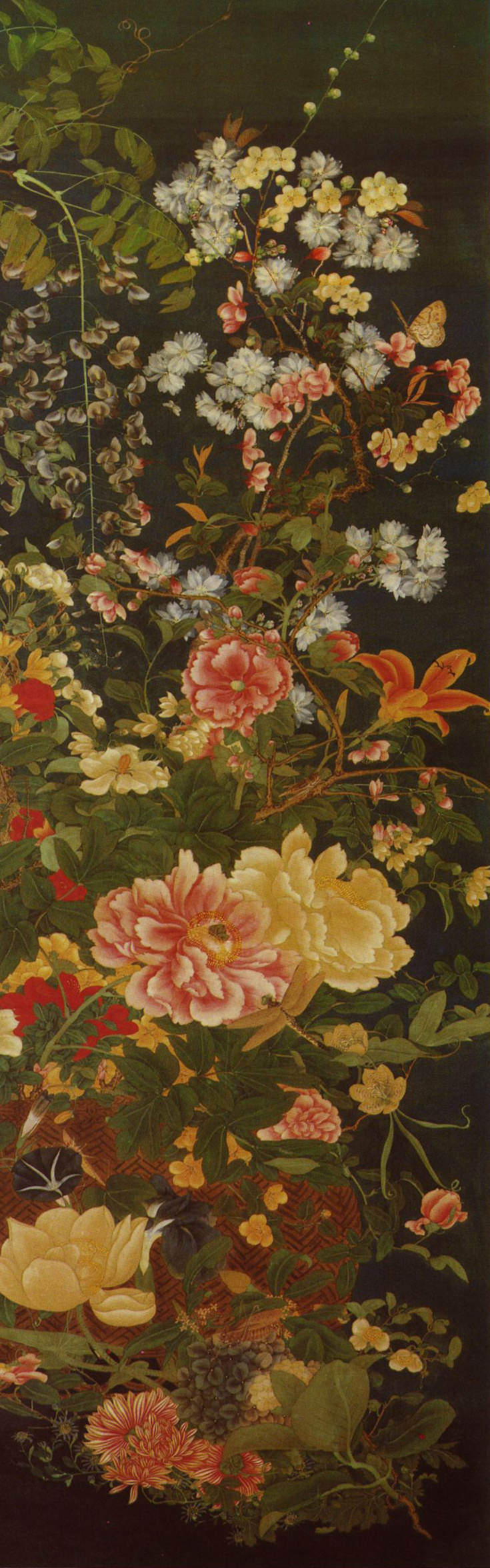
「花卉図」 ベルリン国立アジア美術館蔵

柳沢 淇園（やなぎさわ きえん、元禄16年7月18日（1703年8月30日） - 宝暦8年9月5日（1758年10月6日））は、江戸時代中期の武士、文人画家、漢詩人。柳沢藩藩士。服部南郭、祇園南海、彭城百川らとともに日本文人画の先駆とされる。
幼名は権之助、名ははじめ貞貴、元服後は里恭（さととも）と名乗る。後に中国風に修して柳里恭（りゅうりきょう）と名乗ることを好んだ。代々権太夫と称し、字は広美（こうび）もしくは公美、淇園と号し、ほかに竹渓、玉桂の別号がある。よく知られた淇園の号は、40歳頃から使用したと推測される。
幼少から才能を示しており、また多芸多才であった。また、多弁でありつつも酒は嗜まなかった。晩年には播磨と但馬のあいだに北前船を通航させる計画に携わったが、計画破綻後ほどなくして没した。画家としては、長崎派に習ったものの、文人画の先鞭をつけ、また池大雅をはじめとする南画家の大成者たちを見出した。一方で作家としては、24歳のときに随筆『ひとりね』を著しており、江戸・甲府における見聞、遊女、そして当時の甲斐国の地誌・方言について書き残した。

## 生涯

### 生い立ち
里恭は、大老格で甲府藩主で柳沢吉保の筆頭家老であった曽根保挌の次男として、江戸神田橋の柳沢藩邸に生まれる。父・保挌は 、吉保元服の理髪役を務めるなど最も早から吉保に仕えた股肱の臣で、早期に柳沢姓を許され、五千石の知行と吉保の一字をも与えられるほど寵愛されていた。
このような主君との関係は次世代も続き、里恭の名は吉保の子で主君 吉里の一字拝領した。里恭は既に7歳の時、父の家禄を兄保誠と二分して二千石を受け継ぎ馬廻役に任ぜられており、特別扱いされた家臣であった。なお、母は山崎勾当の弟子であり、将棋を嗜んだ。

### 文芸への関心
幼少の頃より藩邸においてエリート教育を受け、文武・諸芸に優れた才能を示した。儒学教育は13歳から受けており同藩の儒官である荻生徂徠やその高弟服部南郭に学び、書は細井広沢に師事した。その他に岡島冠山、黄檗僧の悦峯道章などに影響され、中国の文雅を身につけた。
また、15歳で『文実雑話』を、その後に『青楼夜話』を著し、また『青楼十牛図』を画いたと伝えられている。いずれも現在まで伝わっていないがその早熟ぶりが窺われる。
8歳ころにはすでに狩野派の画法を学んでいたが、12歳にしてこれを形骸化していると批判し、渡辺秀石門下で長崎派の英元章（吉田秀雪）に師事し中国画法を学ぶ。祇園南海と交流があり、彼から画法を受け画譜を贈られている。その後独学で元明から将来した古書画や『芥子園画伝』などの画譜を模写し画論を学び、彩色精密な写生画を修めた。
将軍綱吉の代が替わり吉保は失脚のまま歿していったが、将軍吉宗期には享保の改革に伴う幕府直轄領の再編において柳沢氏は大和国郡山藩に転封される。このころ、里恭は弱冠20歳で自伝的随筆『ひとりね』（1724年）を著しているが旺盛な好奇心と探求心、また色香に通じていた様を窺い知ることができる。
里恭は博学にして多芸多才であり武芸百般に通じていた。文は詩書画の以外に篆刻・煎茶・琴・笛・三味線・医術・仏教など、武は剣術・槍術・弓術・馬術・指揮法などに秀でており、人の師なったのは16項目もあったとされる。その万能は天才的であった。国学にも通じており本居宣長や上田秋成とも交流があった。

### 家督相続と譴責

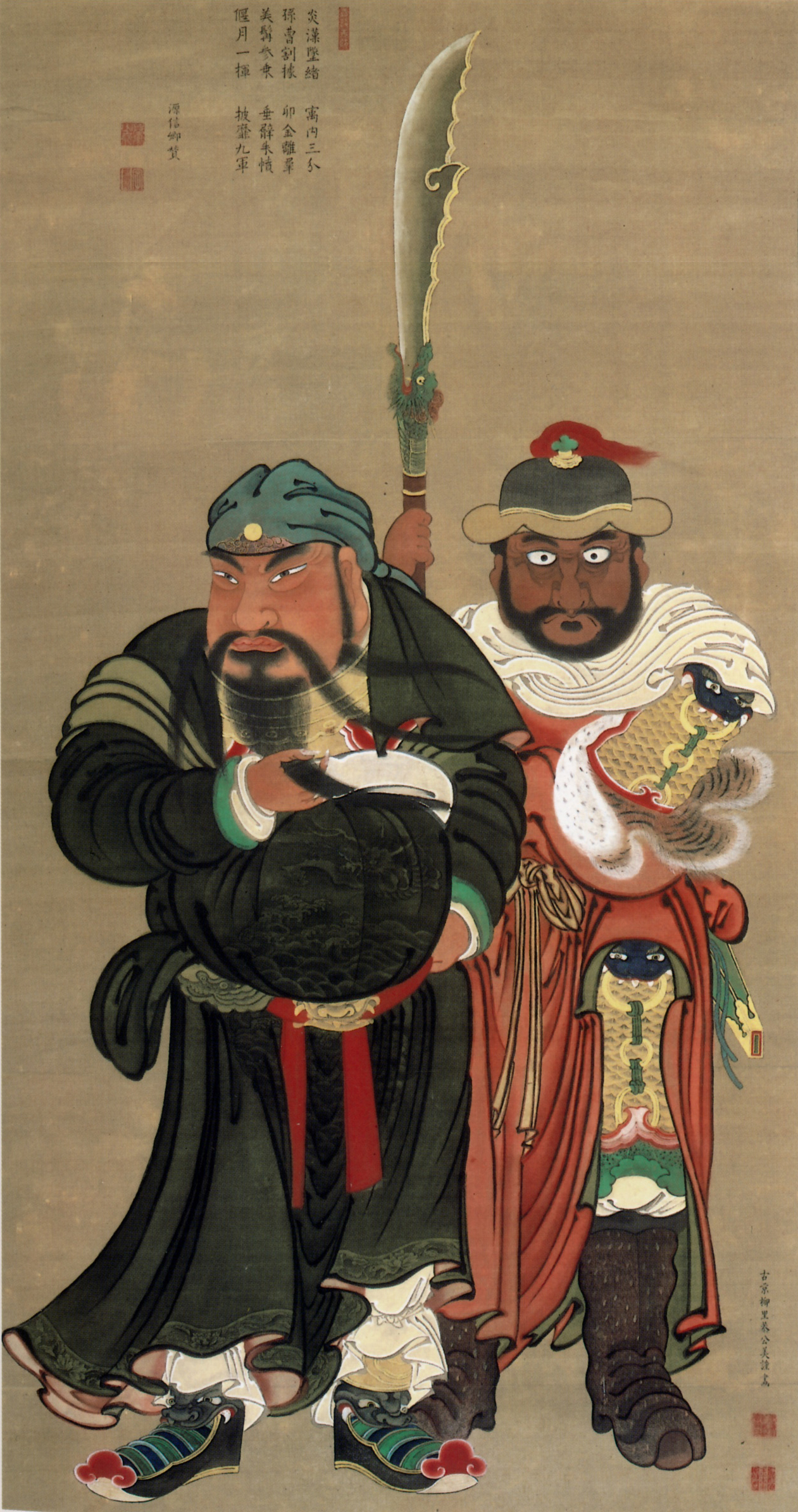
関羽像 淇園筆 柳沢伊信賛 絹本着色 東京国立博物館蔵 寛延元年（1748年）伊信と親交深い板倉勝暁へ送られた

兄 保誠の家は凶事が頻発し保誠が早世すると家が絶えてしまった。このため一旦は家督を継いで名を里恭、柳里恭（りゅうりきょう）と称したが、ほどなくして不行跡で家督相続を差し止めされる（1728年）。300石を賜って宇佐美九右衛門と改名させられ、すぐのちに500石となって曽根図書と再度改名した。恐らくはその奇行とあまりの奔放ぶりのため幕府に睨まれることを藩が怖れたためと推測される。2年後に赦され、二千五百石を給される。
里恭は多くの人と交遊を好み、自邸にて異常と思われるほど頻繁に宴席を催した。このため借金が嵩んでいたと伝えられる。上述の通り、荻生徂徠や服部南郭のほか、儒者の岡島冠山、禅僧の悦峯道章、真言僧の慈雲、池大雅・玉蘭と交わり、『近世畸人伝』に言及される人士15名との交際を持ったが、淇園の交友関係についてどのようなものであったかを述べた同時代の資料は少ない。有能な家臣として寄合衆筆頭、大寄合などを勤め、三代藩主信鴻の画の師となっている。現存する淇園の作品は、これ以降のものが多い。

### 播磨但馬間通船計画
晩年は、藩の渉外を担当し、しばしば財政難に苦しむ藩のため金策に奔走した。時には周囲から妬まれ、「銀子の功」に立身を画策したと讒言されたようだ。晩年の宝暦6年（1756年）頃からは、「万民の大益、諸国民の益」のため、北前船を播磨国の市川と但馬国の円山川に通す航路を開拓する計画に、自藩と直接関係がないにもかかわらず賛同、その資金集めに尽力する。しかし、幕府の許可は得たものの、出資者の事情により計画は中止されてしまった。企画倒れに終わったものの、耽美で趣味的な文人画家として語られることが多い淇園が、一方で経世済民の理想を内に秘め人間社会に対する強い関心を持ち続けたことを裏付ける逸話である。
この計画挫折が響いてか、その暫く後に死去。享年56。黄檗宗発志院（大和郡山市外川町）に葬られる。里恭の死後、木村蒹葭堂によって彼の代表的な随筆『雲萍雑志（うんぴょうざっし）』が刊行（1796年）されている。ただし、森銑三はこの書を山崎美成の偽作と断じている。

## 文人画への貢献と画風
池大雅の才能を見抜き中国文人画を伝え、後にこの大雅により日本文人画は大成する。また徳山玉瀾（池野玉蘭）の師でもあり、玉瀾を大雅に紹介したのも淇園で、両者は画家夫婦として名を成した。更に少年期の木村蒹葭堂にも画技を伝え、画の師として大雅を紹介している。
里恭は日本文人画、初期の画人として果たした役割は大きいが、彩色や構図など文人画としては異質な画様だった。中国志向が色濃いものの南宗画の山水画が見出し難く、文人の余技とも言える墨竹図（筆ではなく、指で描く指頭図の技法を用いる場合もある）を除けば、北宗画的な人物図・花卉図を得意とした。後に明石藩の梁田蛻巌は、淇園の指頭図を大絶賛している。なお、池大雅は里恭よりこの指頭図を伝授されたが、さらに発展させ掌まで使ったダイナミックな山水図を盛んに制作している。花卉図は、鶴亭や河村若芝などの黄檗宗系長崎派による農彩着色画の影響が強い。

## 作品
| 作品名           | 技法     | 形状・員数 | 寸法（縦x横cm） | 所有者                     | 年代                       | 落款                                                        | 備考                                                                                               |
| ---------------- | -------- | ---------- | --------------- | -------------------------- | -------------------------- | ----------------------------------------------------------- | -------------------------------------------------------------------------------------------------- |
| 羅漢図           | 絹本著色 | 双幅       |                 | 恵林寺                     | 1737年-1740年（元文2-5年） |                                                             | |
| 睡童子図         | 絹本著色 | 1幅        |                 | 財団法人克念社             | 40代半ばから後半           |                                                             | |
| 籃中挾蘭図       | 絹本著色 | 1幅        | 66.6x29.2       | 個人                       | 宝暦期 40代後半から50最頃  |                                                             | 池野玉蘭に贈った物。                                                                               |
| 籃中花果図       | 絹本著色 | 1幅        |                 | 個人                       | 40代半ばから50歳前後       |                                                             | |
| 果物籠図         | 絹本著色 | 1幅        |                 | 兵庫県立美術館西宮頴川分館 | 40代後半                   |                                                             | |
| 蘭花果実図       | 絹本著色 | 1幅        |                 | 個人                       | 40代半ばから50歳前後       |                                                             | |
| 慈雲長尾山禅定図 | 絹本著色 | 1幅        |                 | 長栄寺（東大阪市）         | 1758年（宝暦8年）          |                                                             | 慈雲後賛。慈雲の巌上座禅は数多く残るが、本図はそれらに先行し、その原型となった作品だと考えられる。 |
| 正五九花図       | 絹本著色 | 3幅対      | 98.9x40.8（各） | 三の丸尚蔵館               |                            |                                                             | 五節句のうち、人日（正月七日）・端午（五月五日）・重陽（九月九日）にちなんだ作品。                 |
| 睡童図           | 絹本著色 | 1幅        |                 | 法人                       |                            |                                                             | 山形県指定文化財                                                                                   |
| 墨竹図           | 紙本墨画 | 1幅        |                 | 個人                       |                            | 款記「淇園主人里恭」                                        | 山形県指定文化財                                                                                   |
| 梅小禽図         | 絹本著色 | 1幅        | 56.0x31.1       | 個人                       |                            | 款記「淇園主人柳里恭」                                      | 紀州徳川家旧蔵                                                                                     |
| 彩竹図           | 紺紙著色 | 1幅        |                 | 岡田美術館                 |                            | 款記「淇園主人写意」/「曾里恭印」白文方印・「公美」朱文方印 | |

## 『ひとりね』
『ひとりね』は享保9年（1724年）・24歳の時に執筆した随筆。同年に柳沢氏は大和国郡山への転封を命じられており、その直後から数年の間に記されたと見られている。文章は鎌倉時代の随筆『徒然草』や井原西鶴、江島其磧の用語を取り入れ、和文に漢文体を混ぜていると評されている。
内容は江戸・甲府における見聞で、特に遊女との「遊び」の道について記されていることで知られる。ほか、甲斐の地誌や甲州弁の語彙を記していることでも知られる。原本は現存せず数十種の写本が知られ、明治期にも出版されている。戦後には1965年（昭和40年）に『日本古典文学大系』に収録。